# Clemens Schmeing
Clemens Schmeing OSB (ur. 28 kwietnia 1930 w Coesfeld, zm. 29 kwietnia 2018 w Nottuln) – niemiecki mnich benedyktyński, od 1971 do 1999 opat opactwa w Gerleve.

## Życiorys
Klemens Schmeing uczęszczał do gimnazjum Nepomucenum Coesfeld, a następnie wstąpił w Gerleve do zakonu benedyktynów. W 1952 złożył śluby zakonne i rozpoczął studia teologiczno-filozoficzne. W 1956 roku otrzymał święcenia kapłańskie.
W 1959 roku uzyskał w instytucie Sant’Anselmo (Anselmianum) w Rzymie na podstawie pracy o Maurusie von Schenklu z teologii moralnej stopień naukowy doktora teologii. Wykładał filozofię w opactwie Gerleve, a od 1963 został mistrzem nowicjatu.
W 1971 roku został wybrany przez konwent opatem opactwa benedyktynów w Gerleve jako następca Piusa Buddenborga. Jego dewiza brzmiała Sicut qui ministrat  (jako ten, który służy – Łk 22, 27). Od 1981 do jego odejściu z urzędu w 1999 roku reprezentował Schmeing w Rzymie jako prefekt  Beuroner Kongregation (zrzeszenie szesnastu klasztorów benedyktyńskich w Niemczech, w Austrii i w Szwajcarii).
Clemens Schmeing znany był również ze swoich audycji w niemieckich stacjach radiowych WDR oraz Deutschlandfunk.